# Mina de Mutanda
La mina de Mutanda és una mina de coure i cobalt a cel obert a la província de Lualaba a la República Democràtica del Congo (RDC). És la mina de cobalt més gran del món. Els nombrosos accidents que s'hi han produït han matat treballadors i els vessaments de productes químics han contaminat els rius i camps de conreus propers i amenacen el dret a l'alimentació de la població.
El complex conté dues mines, la mina principal de Mutanda i la mina de Shabara, on treballen unes 20.00 persones i es desenvolupa l'excavació a mà. La mina és propietat de l'empresa multinacional Glencore. L'adquisició i l'explotació de la mina han anat acompanyades de corrupció, secretisme i negocis irregulars.
Mutanda va estar tancada des del novembre de 2019, tot i que la mineria artesanal va continuar a Shabara. L'abril de 2022, el govern del president Félix Tshisekedi va anunciar plans per a renegociar els drets i les regalies de la mina, ja que estava a punt de reobrir-se.

## Història
La mina de Mutanda es troba a uns al sud-est de la ciutat de Kolwezi, a prop de la carretera nacional 39 i del ferrocarril de Benguela. El riu Kando discorre uns 2,5 km des del límit sud.
El 2011, Katanga va produir més de 63.700 tones de coure i més de 7.900 tones de cobalt. L'any següent va produir 522.130 tones de coure i 101.000 tones de cobalt. Aproximadament la meitat de les reserves mundials de cobalt es troben a la RDC, i més de la meitat del cobalt extret el 2017 prové de la RDC. Va produir 199.000 tones de coure i 27.300 tones de cobalt el 2018.
A nivell mundial, la majoria del cobalt s'utilitza per fabricar bateries d'ió de liti. Algunes estimacions indiquen un augment del 5000% en la fabricació de vehicles elèctrics entre el 2016 i el 2030 per a complir els objectius d'emissions de CO2 de l'Acord de París, cosa que ha fet augmentar la demanda de cobalt, coure i altres minerals necessaris per a la fabricació de bateries de tracció.
A la RDC, les persones que viuen al voltant d'aquestes mines no reben beneficis d'aquesta immensa riquesa mineral. El 2009 el Programa de Desenvolupament de les Nacions Unides va informar d'una taxa de pobresa del 70% a la província de Katanga, i el 80% de la gent no tenia aigua potable ni electricitat.
Les organitzacions no governamentals i els informes dels mitjans de comunicació han denunciat problemes de seguretat i salut, violacions dels drets humans i treball infantil. La mineria artesanal és una manera amb què les persones en situació de pobresa extrema satisfan les seves necessitats bàsiques. Els treballadors de la mina Shabara poden guanyar 200 dòlars a la setmana quan la majoria de la gent viu amb menys de 2 dòlars al dia. Vint persones van morir quan un camió que transportava àcid va bolcar el febrer de 2019.

## Corrupció
Mutanda i altres mines de propietat estatal es van vendre per sota del valor de mercat. El setembre de 2011, el Fons Monetari Internacional (FMI) va demanar a les empreses mineres estatals Sodimico i Gécamines explicacions sobre aquestes vendes secretes d'actius per sota del valor de mercat. En aquell moment, l'FMI concedia préstecs a la RDC per valor de 561 milions de dòlars per a millorar l'economia. La quota del 20% de Mutanda es va vendre per entre 120 i 137 milions de dòlars, mentre que el valor de mercat es va estimar entre 600 i 849 milions de dòlars.
El 2017, Glencore va pagar 534 milions de dòlars per comprar una participació del 31% de Mutanda al grup Fleurette de Dan Gertler. Aquest acord va valorar la participació del 31% en 922 milions de dòlars, ja que també implicava la liquidació de diversos centenars de milions de dòlars de préstecs que Fleurrette devia a Glencore. El mateix any, una organització de control suïssa Public Eye va presentar una denúncia penal contra Glencore després que els Papers del Paradís descobrissin que Glencore havia prestat 45 milions de dòlars en accions al multimilionari Dan Gertler a canvi d'ajudar a aconseguir un acord amb Gécamines per adquirir la mina Mutanda.
El 2018, l'empresari Charles Brown va presentar una demanda al tribunal congolès al·legant que va vendre una participació del 19,12% de Mutanda a Groupe Bazano sota amenaça de violència el 9 de maig de 2012. Glencore va comprar la part de Groupe Bazano a la mina dues setmanes després, el 22 de maig. Glencore va negar-ho, dient que la participació de Brown es va vendre el 2004 i el 2005.
El maig de 2022 Glencore va admetre haver subornat funcionaris governamentals de diversos països africans, inclosa la RDC, per assegurar-se «avantatges comercials». El desembre de 2022, la companyia va acceptar pagar 180 milions de dòlars a la RDC per a resoldre «totes les reclamacions presents i futures derivades de qualsevol presumpte acte de corrupció» durant el període de 2007 a 2018.